# Астаховский
Астаховский — хутор в Урюпинском районе Волгоградской области России. Входит в состав Беспаловского сельского поселения.

## История
В «Списке населённых мест Области Войска Донского по переписи 1873 года» населённый пункт упомянут как хутор Астахов в составе юрта станицы Михайловской (в другом варианте Списка — в составе юрта станицы Котовская) Хопёрского округа, при реке Панике, расположенный в 43 верстах от окружной станицы Урюпинской. В Астахове имелось 32 двора и проживало 213 жителей (99 мужчин и 114 женщин).

Согласно алфавитному списку населённых мест Области Войска Донского 1915 года на хуторе Астаховском, входящем в состав юрта станицы Михайловской, имелось 63 двора и проживал 545 человек (272 мужчины и 273 женщины). Функционировала приходская школа.

В 1921 году хутор в составе Хопёрского округа включен в состав Царицынской губернии. С 1928 года — в составе Урюпинского района Хопёрского округа (упразднён в 1930 году) Нижне-Волжского края (с 1934 года — Сталинградского края). В 1935 году Астаховский был передан в состав Добринского района Сталинградского края (с 1936 года Сталинградской области, с 1954 по 1957 год район входил в состав Балашовской области). В 1963 году в связи с упразднением Добринского района хутор Астаховский вновь включен в состав Урюпинского района.

## География
Хутор находится в северо-западной части Волгоградской области, в пределах Калачской возвышенности, на берегах реки Паника, на расстоянии примерно 30 километров (по прямой) к западу-северо-западу (WNW) от города Урюпинск, административного центра района. Абсолютная высота — 120 метров над уровнем моря.
Часовой пояс
Хутор Астаховский, как и вся Волгоградская область, находится в часовой зоне МСК (московское время). Смещение применяемого времени относительно UTC составляет +3:00.

## Население
Динамика численности населения по годам:
| 1873 | 1897 | 1915 | 1989 | 2002 |
| ---- | ---- | ---- | ---- | ---- |
| 213  | 343  | 546  | ≈180 | 90   |

| 2010 |
| ---- |
| 78   |

Гендерный состав
По данным Всероссийской переписи населения 2010 года в гендерной структуре населения мужчины составляли 47,4 %, женщины — соответственно 52,6 %.
Национальный состав
Согласно результатам переписи 2002 года, в национальной структуре населения русские составляли 95 %.

## Улицы
Уличная сеть хутора состоит из одной улицы (ул. Молодёжная).